# Lutraria
Lutraria is een geslacht van de familie der Mactridae.

## Soorten (selectie)
- Lutraria angustior
- Lutraria budkeri
- Lutraria capensis
- Lutraria complanata
- Lutraria curta
- †Lutraria frangula
- Lutraria impar
- Lutraria inhacaensis
- Lutraria lutraria
- Lutraria maxima
- Lutraria oblonga
- Lutraria rhynchaena
- †Lutraria scaldensis
- Lutraria senegalensis
- Lutraria sieboldii
- Lutraria steynlussii
- Lutraria turneri